# Atala (romanzo)
Atala è una novella di François-René de Chateaubriand, pubblicata il 2 aprile 1801; nel 1802, assieme a René, venne inclusa nella quarta parte del Genio del Cristianesimo (Génie du christianisme). L'opera si ispira ai suoi viaggi in Nord America, ebbe un profondo impatto sul primo Romanticismo e cinque edizioni nel solo primo anno.

## Tema
L'opera è legata al mito del "buon selvaggio", sviluppatosi nel Settecento.
In verità i due protagonisti del romanzo sono due semi-selvaggi nel deserto (nella versione francese Atala, ou Les amours de deux Sauvages dans le désert): difatti Atala è cristiana, e il linguaggio di Chactas non è puramente indiano, ma tradisce un soggiorno in Europa.
Nella prefazione al romanzo, Chateaubriand afferma di dipingervi la natura americana con la più scrupolosa esattezza. In realtà descrive le rive del fiume Mississippi senza mai esservi stato, ma basandosi sui diari di altri esploratori.
L'esotismo americano costituì una grande novità per la società dell'epoca, colpita dalla grandiosità dei paesaggi descritti più che dagli usi e costumi dei personaggi.
L'amore di Atala e Chactas, così come quello tra René e Amelia, è struggente e disperato, e i due episodi mostrano quindi una certa rassomiglianza seppur condotti da tematiche e motivi diversi.
L'autore tende ad avvicinare la natura all'amore e il tutto alla religione, nel tentativo di confermare la convinzione dell'utilizzo di questi elementi come strumenti della fede. Ma è una fede che mostra i primi segni di traballamento, allo stesso modo dell'azione e della forza che pare contagiare alcuni protagonisti maschili.

## Trama
Un giovane indiano, di nome Chactas, viene catturato all'età di vent'anni da una tribù nemica e condannato a morte.
Atala, figlia cristiana del capo tribù, riesce a farlo liberare, ma lui rifiuta di partire senza di lei, cosicché i due partono insieme. Atala ama Chactas, ma per ragioni misteriose non si concede a lui, cerca anzi di allontanarlo e di fuggirgli. I due, errando nella foresta, incontrano un missionario, padre Aubry. È davanti a lui che viene svelato il segreto: la madre di Atala fece un voto alla Vergine, ovvero che se sua figlia fosse nata sana nonostante la difficile gravidanza, quest'ultima sarebbe rimasta casta. 
Così, pur di non venir meno al voto fatto, Atala si avvelena e muore per non cedere alla tentazione dell'amore per Chactas.

## Edizioni
- (FR) François-René de Chateaubriand, Atala, A Paris, Che Migneret, An 10. (1801). URL consultato il 6 marzo 2016.
- Atala, introduzione e note di Giulio D. Leoni, Milano, Mondadori, 1926.
- Atala, Renato, L'ultimo degli Abencerragi, versioni di Giuseppe Bergamino, a cura di Erminio Robecchi-Brivio, Collana Resurgo n.4, Torino, A.B.C., 1932.
- Atala - Renato - Le avventure dell'ultimo degli Abenceragi, A cura di Carlo Bernardi, Collana di traduzioni:I Grandi Scrittori Stranieri n.55, Torino, UTET, 1935,  p. 207.
- Atala, Verona, Edizioni L'Albero, 1948.
- Atala - Renato - Le avventure dell'ultimo Abenceragio, traduzione di Oreste Del Buono, Collana Biblioteca Universale Rizzoli n.169-170, Milano, Rizzoli, 1950,  p. 186.
- Atala, con introduzione e note di Ugo Cartis, Collana Scrittori francesi n.17, Milano, Carlo Signorelli Editore, 1950.
- Atala o gli amori di due selvaggi, Edizioni Paoline, 1974.
- Atala, René, Le avventure dell'ultimo degli Abenceragi, traduzione di Massimo Bontempelli, a cura di Alberto Capatti, Collana Biblioteca, Milano, Mondadori, 1982.
- Atala René, traduzione di Bruno Nacci, Collana I Grandi Libri n.392, Milano, Garzanti, 1989.
- Atala, a cura di Virgilio Casale, Napoli, Istituto Editoriale Meridionale, 1989.
- Atala, Collana Piccola biblioteca universale, Milano, Studio Tesi, 1995.
- Atala, a cura di Anna Maria Scajola, Collana Letteratura universale, Venezia, Marsilio, 2015, ISBN 978-88-317-2044-1.